# ارین ریچاردز
ارین ریچاردز (انگلیسی: Erin Richards؛ زادهٔ ۱۷ مهٔ ۱۹۸۶) یک هنرپیشه اهل بریتانیا است. وی از سال ۲۰۰۵ میلادی تاکنون مشغول فعالیت بوده‌است.
از فیلم‌ها یا برنامه‌های تلویزیونی که وی در آن نقش داشته است می‌توان به قبر باز، گاتهام اشاره کرد.